# Chrysoritis natalensis
Chrysoritis natalensis is een vlinder uit de familie van de Lycaenidae. De wetenschappelijke naam van de soort is voor het eerst gepubliceerd in 1966 door Georges van Son.
De soort komt voor in Zuid-Afrika (Kwazoeloe-Natal en Oost-Kaap).